# 角交換四間飛車
- 将棋 > 将棋の戦法 > 振り飛車 > 四間飛車 > 角交換四間飛車
- 将棋 > 将棋の戦法 > 振り飛車 > 角交換振り飛車 > 角交換四間飛車

角交換四間飛車（かくこうかんしけんびしゃ）とは将棋の戦法の一つ。角を交換して四間飛車を指す戦法である。振り飛車に分類される。四間飛車と銘打っているが、角交換から先手なら8筋に、後手なら2筋に飛車を振り直して飛車先を逆襲する展開になりやすく、向かい飛車の要素も強い。

## 概要
| 9  | 8  | 7  | 6  | 5  | 4  | 3  | 2  | 1  |    |
| 香 | 桂 | 銀 | 金 | 王 | 金 |    | 桂 | 香 | 一 |
|    |    |    |    |    |    |    | 銀 |    | 二 |
| 歩 |    | 歩 | 歩 | 歩 | 歩 |    | 歩 | 歩 | 三 |
|    |    |    |    |    |    | 歩 |    |    | 四 |
|    |    |    |    |    |    |    |    | 歩 | 五 |
|    | 飛 | 歩 |    |    |    |    |    |    | 六 |
| 歩 |    |    | 歩 | 歩 | 歩 | 歩 | 歩 |    | 七 |
|    | 銀 |    |    |    |    |    | 飛 |    | 八 |
| 香 | 桂 |    | 金 | 玉 | 金 | 銀 | 桂 | 香 | 九 |

振り飛車の1つである四間飛車を角交換型で指す戦法である。従来の居飛車対振り飛車の対抗型では、振り飛車側は居飛車側の飛車先を角の利きで受ける。この状態で角交換を行うと飛車先を突破され、振り飛車側が不利になる(振り飛車には角交換を狙え)。そのため、振り飛車側は早々に角道を止め、玉を囲ってから戦いに入っていたが、角交換四間飛車は角道を止めないまま、もしくは角を交換してから将棋が展開していく。
後手番が飛車を振る場合、角道を止めずに△4二飛と飛車を振る。その後自ら角交換を行い、飛車を2筋に振り直し、先手の飛車先からの逆襲を狙うのである。
プロ棋士の上野裕和によれば、この戦法には3つの特徴がある。まず、角交換を行ったのであるから、先手に角頭(かくとう。角という駒は自分の真正面に対する利きが無いため、同様の特徴を持つ桂馬の頭、桂頭(けいとう)と同様、通常は弱点とされる)を狙われる心配が無い。また、持久戦となる傾向が強い。そして、先手・後手どちらでも用いることができる。
その他には、振り飛車全般の天敵は居飛車穴熊であるが、角交換の際に居飛車側に馬を同銀と取らせると、居飛車側は手損無しに穴熊囲いには組めなくなる。また、穴熊囲いに組んだとしても角を持ちあっているため駒が片寄る穴熊囲いに角打ちの隙ができやすく、美濃囲いでも互角以上の堅さで戦いになりやすいのも振り飛車側の利点である。
なお、△4二飛と一旦4筋に振るのは、先手からの▲6五角という有力な反撃への備えである。だが、これでは自ら一手を損することになり、必ずしも満足とは言えない。しかし▲6五角を打たれても問題ないと研究され、飛車を直接2筋へ振るダイレクト向かい飛車という発展戦法が存在しており、2011年から2013年にかけて大流行を見せた（詳しくは当該項目を参照）。
『イメージと読みの将棋観2』（2010年、日本将棋連盟）によると、後手番の場合で1992年から2010年までで棋戦で213局指されて先手の116勝88敗9千日手で先手からみて5割6分8厘となっており、後手が狙いの一つとしている千日手はそれほど多くなく、後手番としてはあまり成果のある作戦ではない。特に後手では角交換と飛車を4筋から2筋に振り直すことからかなり損な作戦ではあるが、それでもインタビューの6棋士は一様に、この手損もひとつの作戦であり、相手をしても主導権を握ったり負かすのも大変であるとし、またこの作戦の基本戦略として千日手狙いがあるので、成立はしているとみている。但し皆、以前に指したこともある羽生善治でさえも、今後指す気もあまりしないとしている。
角交換四間飛車から振り飛車穴熊に組むレグスペ（白色レグホーンスペシャル、角交換振り穴スペシャル）という戦法も存在し、東京大学将棋部などの手による研究書も出されている。
この他に佐藤康光が得意とされている1筋位取り振り飛車、具体的には先手番で▲7六歩△8四歩▲1六歩△3四歩▲1五歩で始まる振り飛車がある。後手番の9筋位取り作戦を先手番に応用したもので、後手番では先手の穴熊をけん制した意味になるが、先手番では局面の主導権を握るという可能性を追求している。そして端の位を取れたなら持久戦になれば一手損して角交換したとしても落ち着けさえすれば必ず生きてくる1筋の位の価値が大きくなってくるのではというわけで、後手は1筋位取りが生きないように激しい展開に持ち込むこともある。具体的には図のように後手が飛車先を交換してきてから、▲6八飛に代えて▲7五角とし、以下△8二飛には▲5三角成△9五角で、▲7七桂以下は△8八飛成▲同飛△7七角成▲6八飛と激しい戦いに突入する。▲7七桂に対しては△8八飛成のほか、△8七歩▲9六歩△8六角または△8四角や△5六歩▲7五馬△5七歩成▲同馬△8七歩▲5八飛などの展開もある。

## 流行と升田幸三賞
角交換四間飛車は長沢千和子が2000年前後から女流棋戦で採用しており、男性棋戦では長沢と同郷の木下浩一が2002年ごろに多用。のちに植山悦行がこの戦法を用いて三浦弘行に勝ったことで注目されるようになった。これとは別に上野によると、藤井システムに代わる新たな居飛車穴熊対策を模索していた藤井猛が、元々大学将棋界で用いられていたこの戦法がプロの世界にも入ってきた頃、これに着目し採用したことが流行のきっかけであるとのことである。藤井猛はこの戦法により、2013年度の升田幸三賞を受賞した。

## その他
植原流角交換四間飛車
埼玉のアマチュア強豪、植原正則考案の立石流に類似し、錆刀を応用した角交換四間飛車戦法で、角が先手として8八の位置に居るままで6五の歩を突いて角交換を挑む。相手からしてこない場合は図のように振り飛車側から交換し、すぐに▲7七桂とし、次に居飛車が△8五歩を突いてこなければすかさず▲8六歩として、桂馬で飛車先を守る格好にし、その後▲7八金で角の打ち込みに備えて左翼陣を固め、7六飛型にしてから▲2八角を打って飛車と連動して7、8筋を攻撃する。
| 9  | 8  | 7  | 6  | 5  | 4  | 3  | 2  | 1  |    |
| 香 | 桂 |    | 金 |    | 金 |    | 桂 | 香 | 一 |
|    | 飛 |    |    |    | 王 |    | 銀 |    | 二 |
| 歩 |    | 歩 | 歩 | 銀 | 歩 |    | 歩 | 歩 | 三 |
|    | 歩 |    |    | 歩 |    | 歩 |    |    | 四 |
|    |    |    | 歩 |    |    |    |    |    | 五 |
|    |    | 歩 |    |    |    |    |    |    | 六 |
| 歩 | 歩 | 桂 |    | 歩 | 歩 | 歩 | 歩 | 歩 | 七 |
|    |    |    | 飛 |    |    | 玉 |    |    | 八 |
| 香 | 桂 | 銀 | 金 |    | 金 | 銀 | 桂 | 香 | 九 |

| 9  | 8  | 7  | 6  | 5  | 4  | 3  | 2  | 1  |    |
| 香 | 桂 |    |    |    |    |    | 桂 | 香 | 一 |
|    | 飛 |    |    |    |    | 金 | 王 |    | 二 |
|    |    |    | 歩 | 銀 | 金 | 銀 | 歩 | 歩 | 三 |
| 歩 | 歩 | 歩 |    |    |    | 歩 |    |    | 四 |
|    |    |    | 歩 |    | 歩 |    |    |    | 五 |
|    | 歩 | 飛 |    | 歩 |    | 歩 |    |    | 六 |
| 歩 |    | 桂 |    | 銀 | 歩 |    | 歩 | 歩 | 七 |
|    |    | 金 |    |    | 金 | 玉 | 角 |    | 八 |
| 香 | 桂 |    |    |    |    | 銀 | 桂 | 香 | 九 |

萱谷流桂跳怖迫角交換四間飛車
アマチュア強豪の萱谷祐司郎考案の角交換四間飛車で、角頭歩戦法と一手損角換わりをヒントに作られている。角頭歩戦法では4手目に角交換拒否の△4四歩を指されることもあるため、▲7六歩△3四歩ですぐに先手から▲2二角成としてしまい、▲7七桂とすぐ跳ねる。
△3三銀▲7八金に△5四角の筋違い角には7六の歩を取らせたら▲6五歩を突き、角を9六方面に排除。あとはこの角を目標に反撃する。